# Plesiopelma absconditum
Espèce
Plesiopelma absconditum est une espèce d'araignées mygalomorphes de la famille des Theraphosidae.

## Distribution
Cette espèce est endémique de la province de Catamarca en Argentine,. Elle se rencontre vers El Singüil.

## Description
Le mâle holotype mesure 17,17 mm et la femelle paratype 26,55 mm.

## Systématique et taxinomie
Cette espèce a été décrite par Ferretti, Nicoletta et Soresi en 2024.

## Publication originale
- Ferretti, Nicoletta & Soresi, 2024 : « An integrative taxonomy approach evaluates the limits of the widespread tarantula Plesiopelma longisternale (Araneae: Mygalomorphae: Theraphosidae) and reveals a new species from Argentina. » Zoologischer Anzeiger, vol. 308, p. 131-143.